# Тусупов, Джамалбек Алиаскарович
Джамалбек Алиаскарович Тусупов  — казахстанский математик, доктор физико-математических наук, профессор. Число Эрдёша — 4.

## Образование
- 1974-1979 Карагандинский государственный университет, математический факультет, специальность «Математика»
- 1983-1986 Аспирантура при КарГУ, прикомандирован в Институт Математики им. С. Л. Соболева, СО АН СССР, Новосибирск
- 1990 Кандидат физико-математических наук (1990), место защиты: Новосибирский государственный университет, шифр специальности-01.01.06 «Математическая логика, алгебра и теория чисел», Тема диссертации: Алгоритмическая сложность однородных и насыщенных моделей
- 2004-2007 Докторантура при КазНУ имени аль Фараби, прикомандирован в докторантуру Новосибирского государственного университета
- 2007 Доктор физико-математических наук, место защиты: КазНУ имени аль-Фараби, шифр специальности-01.01.06 «Математическая логика, алгебра и теория чисел», Тема диссертации: Проблемы определимости и алгоритмическая сложность отношений над алгебраическими структурами
- 2011 Научная стажировка. Университет Нотр-Дамм, Индиана, США. Стипендиат Президентской программы «Болашак» за 2011 год.
- 2011 Присвоено звание «Профессор». МОН РК

## Трудовая деятельность
- 1979-1983 Ассистент Джамбульского технологического института легкой и пищевой промышленности;
- 1983-1986 Аспирант при КарГУ, прикомандирован в Институт математики им. С. Л. Соболева, СО АН СССР, Новосибирск
- 1987-1990 Научный сотрудник Новосибирского государственного университета
- 1990-1996 Доцент Джамбульского технологического института легкой и пищевой промышленности;
- 1996-2001 Заведующий кафедрой «Вычислительной техники и программирования» Таразского государственного университета им. М. Х. Дулати
- 2002-2004 Старший научный сотрудник ТарГУ им. М. Х. Дулати, прикомандирован в Новосибирский государственный университет
- 2004-2007 Докторант при КазНУ им.аль Фараби, прикомандирован в докторантуру Новосибирского государственного университета
- 2008 — 2011 Заведующий кафедрой «Компьютерных систем» Таразского государственного университета им. М. Х. Дулати.
- С 2011 годавозглавляет кафедру «Информационные системы» факультета информационных технологий в ЕНУ имени Л. Н. Гумилева. Общий стаж педагогической работы составляет более 40 лет, стаж работы в ЕНУ имени Л. Н. Гумилева — 10 лет и им ведется подготовка кадров по специальностям 5В070300, 6М070300, 6D070300 — «Информационные системы». За период 2011—2018 гг. кафедрой были подготовлены более 800 бакалавров, 80 магистров и 6 докторов PHD. Под руководством Тусупова Д. А. подготовлены три доктора PhD по информационным системам: Сатекбаева А. Ж., Муханова А. А., Самбетбаева М. А.,  Абдикеримова Г. Б.,  Бапанов А. А.
- Участвовал в программе Эразмус+ в 2016 году, читал лекции в университете Пуатье. В настоящее работает по программе Эразмус+ «Цифровая трансформация высшего образования РК» на 2019—2021 г.г.

## Научная деятельность

### Книги
- С. С. Гончаров, Б. Н. Дроботун, А. А. Никитин. Жоғарғы оқу орындарында алгебралық жүйелерді оқып-үйренудің әдістемелік аспектілері, Монография. Басылым ҰҒТФЩ ҚФб 2011, 287 б. Аударушылар: Тусупов Д. А., Жетписов К.
- С. С. Гончаров, Б. Н. Дроботун, А. А. Никитин. Логикалық санақтардың алгебралық және алгоритмдік қасиеттері (1 бөлім) // Монография. Басылым Еуразия ұлттық университетінің баспасы, 2014, 228 б. Аударушылар: Тусупов Д. А., Жетписов К.
- Ершов Ю. Л., Палютин Е. А. Математикалық логика // Монография. Басылым ҰҒТФЩ ҚФб 2015, 396 б. Аударушылар: Тусупов Д. А., Жетписов К.
- С/C++ тіліндегі бағдарламалау технологиясы, Учебное пособие. Тараз 2011.-131 л. Совм. с Доумчариева Ж. Е., Муханова А. А., Сатекбаева А. Ж.
- Математикалық логика, Издательство ТарГУ им. М. Х. Дулати,2000 г. Совм. с Жетписовым К.
- Дискреттік математикаға кіріспе, Издательство ТарГУ им. М. Х. Дулати, 2000
- Дискреттік математиканың негіздері, Издательство ТарГУ им. М. Х. Дулати, 2009
- Методы определимости алгебраических структур и их применения в трансляции типов данных. Монография. — Астана, Издательство ЕНУ, 2013
- Оценивание риска в информационных системах на основе объективных и экспертных оценок Типография ЕНУ им. Л. Н. Гумилева, 154 стр. Совм. с авторами Абденов А. Ж., Абденова Г. А., Заркумова-Райхель Р. Н., 2015 г.
- Жиындар теориясы, математикалық логика, сандар теориясы, алгоритм теориясы бойынша есептер жинағы. // Учебное пособие. ТехноЭрудит-2018.-188 Б., совм. Жетпісов К., Мархабатов Н. Д.
- Криптографияның математикалық негіздері (Математические основы криптографии), Оқу құралы (учебное пособие) 143 б., СКАМАДИ, Астана, 2018 совм. Жетписов К., Оспанова Т. Т., Мархабатов Н. Д.

### Основные публикации
- Isomorphisms, Definable Relations Scott Family on the Integral Domains and the Commutative Semigroups // Journal «Siberian Advances in Mathematics», 2007. vol. 1, pp 49-61.
- An autostable 2 nilpotent group with no Scott family of finitary formulas // Publishing: Springer New York. — Siberian Mathematical Journal. — V.48(6).-2007 — P. 1106—1114.
- Isomorphisms and Definable Relations on Rings and Lattices.// Mathematical Logic in Asia, Proceeding of the 9th Asian Logic Conference. — Pp 254—262, World Scientific, 2006.
- Preserving Categoricity and Complexity of Relations// Algebra and Logic, Vol. 54, No. 2, May, 2015.- pp. 140—154. with J. Johnson, J. F. Knight, V. Ocasio, and S. VanDenDriessche
- Categoricity and Complexity of Relations Over Algebraic Structures// Algebra and Logic.- Vol. 54, No.5, November, 2015.- pp.408-414
- Isomorphisms and Algorithmic Properties of Structures with Two Equivalences // Algebra and Logic.-2016.- Vol. 55(1). — Pp.50-57. http://link.springer.com/article/10.1007/s10469-016-9375-8
- A model of fuzzy synthetic evaluation method realized by a neural network // International journal of Mathematical Models and Methods in Applied Sciences — 2014 — Vol. 8. -pp.103-106., совм. La L., Mukhanova A. A.
- On existential interpretability of structures // Siberian Electronic Mathematical Reports.-2014.-Vol.11. — P. 557—566., совм. Morozov A., Satekbaeva A.
- P-extensions of lattices and its Applications // International Journal of Mathematical Models and Methods in Applied Sciences. — 2014 — Vol. 8. — P. 199—202., совм. Satekbaeva A., Basheyeva A., Nurakunov A.
- О сохранении категоричности и сложности отношений// Алгебра и логика, 54, № 2 (2015), 212—235 . совм. Дж. Джонсон, Дж. Ф. Найт, В. Окасио, С. Ван Ден Дрише
- Preserving Categoricity and Complexity of Relations // Algebra and Logic, Vol. 54, No. 2, May, 2015.-P.140-154., совм. . Johnson, J. F. Knight, V. Ocasio, S. Van Den Driesscheu
- Categoricity of the algebraic structures // The Bulletin of Symbolic Logic. 2014. — Vol.20., No2. — P.245.
- On the existential interpretability of structures // Bulletin of Symbolic Logic, .- vol.21 — № 1- march, 2015.- P.84., совм. A.S.Morozov, A.Zh. Satekbaeva.
- Модель определения нормальной формы слова для казахского языка // Вестник Новосибирского государственного университета. Серия: Информационные технологии. — 2015. — Т.13. — № 1. — С.107-116., совм. Федотов А. М., Самбетбаева М.А, Еримбетова А. С., Бакиева А. М., Идрисова А. И.
- Категоричность и сложность отношений над алгебраическими структурами // Алгебра и логика, Том 54, № 5.- C.628-637.
- Categoricity and Complexity of Relations Over Algebraic Structures // Algebra and Logic.- Vol. 54, No. 5, November, 2015.- pp.408-414.
- Classification model and morphological analysis in multilingual scientific and educational information systems // Journal of Theoretical and Applied Information Technology. Vol. 86, Issue 1, 10 April 2016. — pp. 96-111, совм. Sambetbayeva, M.A., Fedotov, A.M., Fedotova, O.A., Sagnayeva S.K., Bapanov, A.A., Tazhibaeva, S.Z.
- Using the thesaurus to develop it inquiry systems//Journal of Theoretical and Applied Information Technology.-Volume 86, Issue 1, 10 April 2016, Pp. 44-61., совм. Sambetbayeva M.A., Fedotov A.M., Sagnayeva S.K., Bapanov A.A., Nurgulzhanova A.N., Yerimbetova A.S.
- Изоморфизмы и алгоритмические свойства структур с двумя эквивалентностями// Алгебра и логика. — Том 55, № 1.-С. 75-86.
- Isomorphisms and algorithmic properties of structures with two equivalences// Algebra and Logic, Vol. 55, No. 1, March, 2016.-pp.50-55.
- The Software System for the Study the Morphology of the Kazakh Language // ICPE 2017. — International Conference on Psychology and Education. The European Proceedings of Social &Behavioural Sciences.- ISSN: 2357—1330.совм. Vladimir B. Barakhnin, Anatoliy M. Fedotov, Aigerim М. Bakiyeva, Murat N. Bakiyev, Saule Zh. Tazhibayeva, Tatiana V. Batura, Olga Yu. Kozhemyakina, Madina A. Sambetbaiyeva, Lyazzat Kh. Lukpanova.
- Creation of tools and Algorithms for Assessing the Relevance of Documents// Proceeding of the 3-rd Russian-Pacific Conference of Computer Technology and Applications. ISSN 978-1-5386-7531-1/18- p.1-4.совм. A.S. Yerimbetova, S.K. Sagnaeva, F.A. Murzin.
- Software tools for cell walls segmentation in microphotography// Computer Science.- Pakistan, ISSN: 1992-8645 — 2018.-Vol.96.-pp.4783-4793/ совм. Abdikerimova G.B., Murzin F.A., Bychkov A.L., Khayrulin S., Xinyu WEI., Ryabchikova E.I.
- Application of Cellular Automata for Modeling and Review of Methods of Movement of a Group of People// Journal of Theoretical and Applied Information Technology. August 2019. — Vol. 97 No.15, совм. M.A. Kantureyeva, F.A.Murzin, A.I. Uspanova, A.A. Abisheva.

## Награды
Обладатель звания «Лучший преподаватель ВУЗа 2012 года».